# 교황 비오 10세
교황 비오 10세(라틴어: Pius PP. X, 이탈리아어: Papa Pio X)는 제257대 교황(재위: 1903년 8월 4일 ~ 1914년 8월 20일)이다. 본명은 주세페 멜키오레 사르토(이탈리아어: Giuseppe Melchiorre Sarto)로, 성 비오 5세 이래 기독교의 성인으로 시성된 교황이다. 축일은 8월 21일이다. 비오 10세는 기독교 교리를 현대적으로 재해석하는 것을 거부하였으며, 오히려 전통적인 해석 및 관습을 계속 유지하며 장려하였다. 사목·전례·성사, 성직자 교육 등의 면에서 중요한 개혁을 단행하였으며, 특히 교회법을 개정하여 체계화하였으며, 성무일도서의 개정에 착수하였다. 그리고 전체 교회의 목자로서 교회 밖 일상생활에서도 가톨릭적 가치들을 반영한 생활방식을 살아갈 것을 권고하였다.
비오 10세는 20세기 교황들 가운데 본당 사목 경험이 가장 많은 교황으로서 17년간 본당 신부로 사목했던 경험을 토대로 어린이들을 위한 교리 교육서를 쉬운 용어로 작성하였다. 또한 신자들에게 영성체를 자주 하도록 권장하고, 어린이들이 첫 영성체를 할 수 있는 연령을 앞당기는 등 성체에 대한 신심을 강조하였다. 아울러 비오 10세는 신앙 무차별주의와 상대주의 같은 19세기 당시 대중적으로 널리 퍼져있던 주류사상에 맞서 가톨릭 신앙을 수호하였다.
비오 10세의 재임기간중 공화파가 집권한 프랑스에서는 반교권주의에 입각한 급진적인 정교분리(라이시테) 정책이 에밀 콩브 내각에서 추진되었다. 프랑스 내에 있는 3,000개의 카톨릭계 학교가 폐쇄되고 미인가 종교시설과 단체가 추방되었으며 예수회가 해산되었다. 이로 인해 카톨릭 세력이 급격히 위축되자 교황은 이를 맹렬히 비난하였고 양국의 관계는 악화되었다.

## 생애 초기와 사목 생활
주세페 멜키오레 사르토는 오늘날에는 이탈리아 영토인 오스트리아 제국령 롬바르디아-베네치아 왕국의 리에세 출신이다. 조반니 바티스타 사르토(1792-1852)와 그의 아내 마르가리타 산손(1813-1894) 사이에서 열자녀 가운데 둘째 아들로 태어났다. 주세페는 1835년 6월 3일 세례를 받았다. 어린 시절 주세페의 집안은 매우 가난했지만, 그의 부모는 언제나 자녀들의 교육 문제를 최우선으로 두었다. 주세페는 매일 아침마다 6킬로미터를 걸어서 학교를 다녔다. 부친의 직업은 구두 수선공이었다.

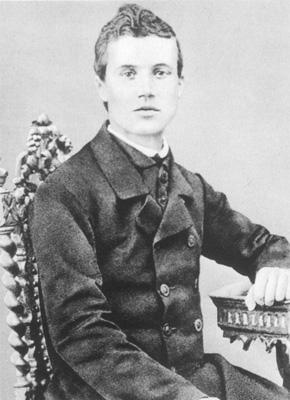
어린 시절의 주세페 사르토

어린 시절에 주세페는 마을 본당 신부로부터 라틴어를 배웠으며, 카스텔프랑코베네토에 있는 김나지움에서 학업을 배웠다. 1850년 그는 트레비소의 교구장 주교로부터 삭발례를 받았으며, 트레비소 교구로부터 장학금을 받고 파도바 신학교에 입학하였다. 신학교에서 그는 고전학, 철학, 신학 공부를 특출하게 잘하였다.
1858년 9월 18일 주세페는 사제품을 받고 9년간 톰볼로에서 보좌 신부, 8년간 살차노에서 본당 신부를 맡은 후 트레비소 신학교의 영성 지도 신부와 교구의 상서국장을 지냈다. 1867년 그는 살차노의 수석사제로 임명되었다.
1884년 11월 10일 교황 레오 12세에 의해 만토바의 교구장 주교로 임명되었다. 그의 주교 서품식은 그로부터 6일 후 로마에 있는 산타폴리나레 알레 테르메 네로니아네알레산드리네 성당에서 거행되었다.

## 추기경과 총대주교

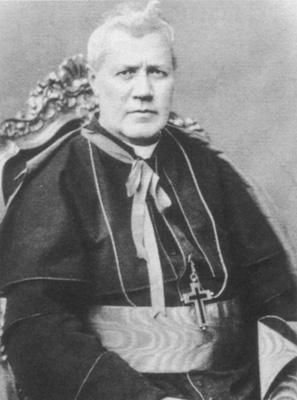
주세페 사르토 추기경

교황 레오 13세는 1893년 6월 12일 주세페 사르토를 추기경에 임명하였다. 주세페 사르토는 산 베르나르도 알레 테르메 성당의 사제급 추기경으로 서임되었다. 3일 후 사르토 추기경은 베네치아 총대주교로 임명되었다. 그런데 통일 이탈리아 왕국 정부가 과거에 오스트리아 제국의 황제가 행사했던 권리에 근거를 두고, 총대주교의 임명권을 주장함에 따라 어려움에 봉착하게 되었다. 1870년 교황령이 이탈리아에 병합된 이래, 로마 교황청과 이탈리아 정부 간의 불편한 관계는 교구장 임명에 악영향을 끼쳤다. 이탈리아 정부의 방해로 공석이 된 주교좌의 숫자는 어느덧 30개에 달하게 되었다. 주세페 사르토는 1894년에 가서야 총대주교 착좌를 사실상 허락받았다.
사르토 추기경-총대주교는 자신의 시간을 온종일 사목 활동과 교구 운영에만 전념하였으며, 정치에 관여하는 것은 가급적이면 피하였다. 그러나 베네치아 시민들에게 보낸 첫 번째 서한에서 그는 교황과의 관계 문제에 대해서 “교황의 권위에 대해서는 어떠한 질문이나 의문, 개인적인 반발심과는 상관없이 오로지 순명만이 있을 뿐이다.”라며 교황에게 온전히 순명할 것을 주문하였다.

## 교황 선출
1903년 7월 20일 교황 레오 13세가 고령으로 선종하자 그의 후임자를 선출하기 위한 교황 선거 비밀회의 콘클라베가 개최되었다. 역사가들에 따르면, 교황청 국무원장을 맡았던 마리아노 람폴라 추기경이 유력한 새 교황 후보자였다고 한다. 첫 번째 투표에서 람폴라 추기경은 24표를, 고티 추기경은 17표를, 사르토 추기경은 5표를 받았다. 두 번째 투표에서 람폴라 추기경은 5표를 더 받았다. 그리하여 다음 투표 때는 람폴라 추기경이 새 교황으로 확실하게 선출될 것처럼 보였다. 그러나 오스트리아-헝가리 제국의 황제 프란츠 요제프 1세의 대변인 격이었던 폴란드의 추기경 얀 푸지나 데 코시엘슈코는 황제의 요구에 따라 람폴라 추기경이 교황이 되는 것에 반대하였다. 이에 대해 람폴라 추기경은 물론 교황 선거에 참석한 추기경들 가운데 적지 않은 이가 황제의 거부권 행사에 반대하였다.
이러한 상황에서 세 번째 투표가 진행되었으며, 결국 분명한 교황직 당선자가 나오지 않는 결과가 나왔다. 그리하여 추기경단 중에는 21표를 얻은 사르토 추기경을 차기 교황으로 점찍은 추기경들이 하나둘씩 나오기 시작했다. 네 번째 투표에서 람폴라 추기경은 30표를, 사르토 추기경은 24표를 얻었다. 이것은 추기경들의 마음이 사르토 추기경 쪽으로 돌아서기 시작했다는 것을 의미했다.
다음날 아침, 다섯 번째 투표에서 람폴라 추기경은 10표를 획득하였으며, 고티 추기경은 2표를, 사르토 추기경은 50표를 획득하였다. 이에 따라 1903년 8월 4일 사르토 추기경이 새 교황으로 확정되었다. 1903년 콘클라베는 추기경단의 교황 선거에서 세속 군주가 새 교황으로 유력시되는 후보에 대하여 거부권을 행사한 마지막 콘클라베로 기록되었다.
사르토 추기경은 처음에 부담스러워서 자신의 교황 선출을 거절했다고 전해진다. 그리고 오스트리아-헝가리 제국 황제가 거부권을 행사한 것에 대해 부당하다고 느껴, 황제의 거부권을 폐지했다. 더불어 그는 콘클라베가 진행되는 동안 어떠한 세속 군주도 거부권을 비롯하여 콘클라베에 영향을 줄 수 있는 어떠한 행동이라도 할 경우 결코 좌시하지 않고 즉시 그를 파문하기로 하였다. 추기경들이 그에게 다시 한 번 재고해줄 것을 요청하자 사르토는 홀로 바오로 경당에서 오랫동안 기도를 한 후 입장을 정리한 후 추기경들에게 자신의 주장을 계속 강요하여 끝내 관철시켰다.
교황직을 수용한 사르토는 자신의 교황으로서의 새 이름으로 비오 10세를 선택하였다. 비오라는 이름을 선택한 이유는 자유주의 풍조에 맞서 교황의 주권 자유를 위해 싸웠던 전임 교황 비오 9세에 대한 존경의 의미에서였다. 비오 10세의 교황 즉위식은 다음주 일요일인 1903년 8월 9일에 거행되었다.

## 교황 재위기

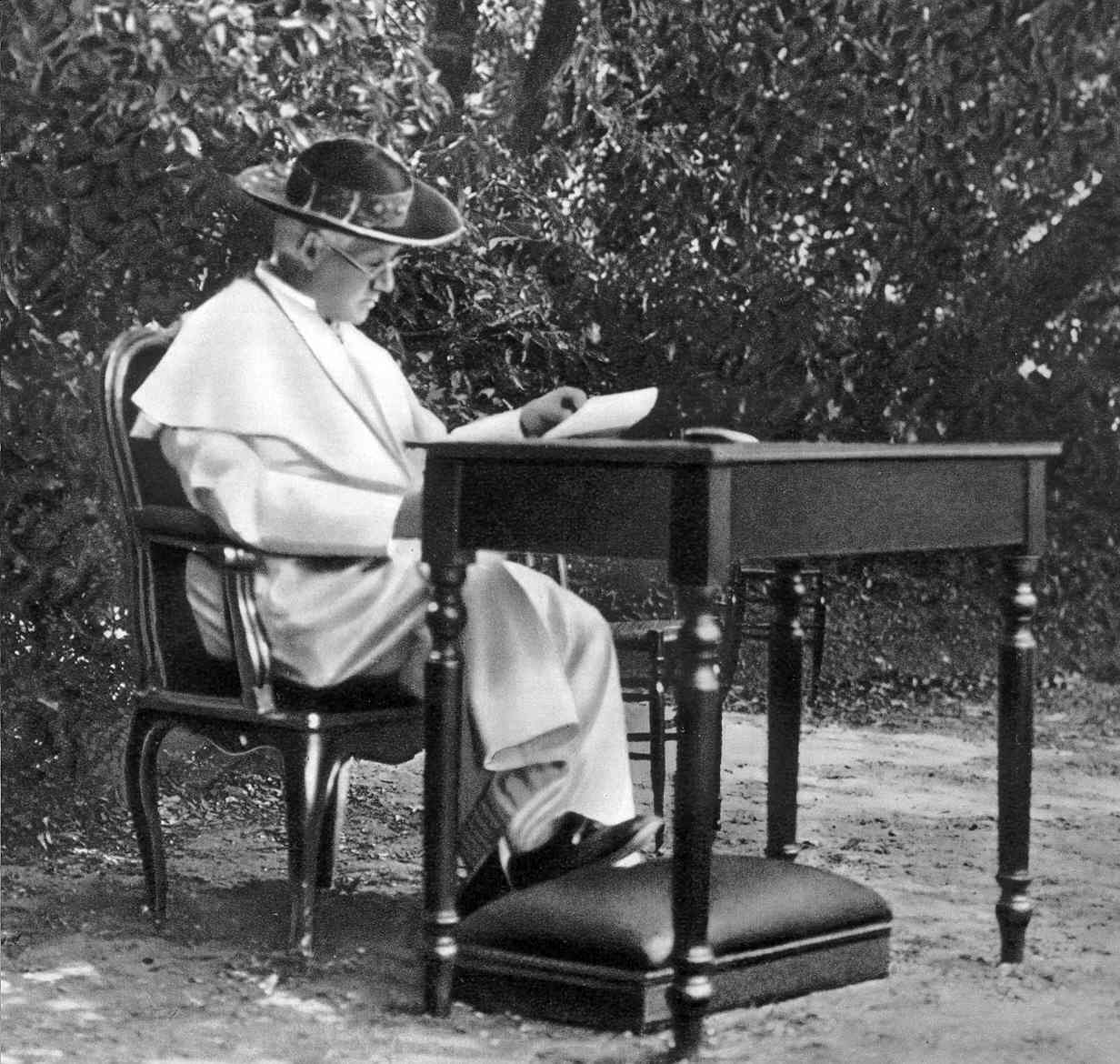
바티칸 정원에서 독서 중인 비오 10세

교황 비오 10세의 활동에서 주목할 만 한 점은 보수적인 신학과 전례 및 교회법의 개혁이다. 1903년 교황직을 시작하면서 그는 에페소 신자들에게 보낸 서간 1장 10절에 나오는 “모든 것을 그리스도 안에서 (Instaurare Omnia in Christo)”라는 자신의 사목표어에 따라 업무를 시작하였다. 비오 10세는 1903년 8월 4일 발표한 첫 번째 회칙 《최고 사도좌로부터》(E Supremi Apostolatus)를 통해 자신의 사목 방향을 다음과 같이 밝혔다. “나는 하느님의 권위를 옹호합니다. 우리 모두는 하느님의 권위와 계명을 인정해야 하며, 그에 마땅한 경의를 표해야 하며, 존경해야 합니다.”
가난한 가정 출신인 비오 10세는 항상 자신의 출신을 잊지 않으려고 “나는 가난하게 태어났고, 가난하게 살았으며, 가난하게 죽고 싶다.”고 말할 만큼 가난한 삶을 사랑하였다. 이러한 그의 특징은 그의 즉위미사 때 확실히 드러났다. 비오 10세는 종래의 호화스럽던 교황의 의식주의 상당 부분을 생략함으로써 되도록 간단하고 검소하게 치렀다. 또한 그는 교황 우르바노 8세에 의해 확립되었던 교황 혼자 식사하는 관습을 폐지하였으며, 자신의 친구들을 초대해서 함께 식사하였다.
비오 10세의 일과는 거의 매일 일정했다. 오전 4시에 일어나서 6시에 미사를 집전하였다. 8시 정각이 되면 바티칸 궁전의 2층에서 개인적인 연구를 하느라 책상에 있었다. 여기서 사사로운 알현을 받았다. 그의 큰 책상은 보통 문서와 서류들로 쌓여 있었고, 중앙에는 성 요한 마리아 비안네 신부의 성상과 성녀 요안나 아르크(잔 다르크)의 성상이 놓여 있었다. 정오에는 공식 회견을 열었고, 1시에는 자신의 측근들과 함께 점심 식사를 했다. 점심 식사를 마친 후에는 잠깐 동안 막중한 의무와 책임으로 돌아오기 전의 휴식을 취했다. 저녁 식사는 9시에 이루어졌지만, 그 이후에도 비오 10세는 밤이 깊을 때까지 다시 일하는 것이었다.
비오 10세는 특별히 어린이들에 대한 애정이 유달리 각별했던 것으로 평판이 좋았다. 만토바와 베네치아에 있을 당시 그는 주머니에 항상 사탕을 넣고 다니면서 길거리의 아이들에게 나누어 주며 교리를 가르치곤 하였다. 교황이 된 후에도 그는 사람들 사이에서 항상 어린이들을 가까이 곁에 두고 그들이 궁금해 하는 것에 친절하게 대답해주곤 하였다. 매주 그는 바티칸의 산 다마소 안뜰에서 아이들을 모아놓고 문답식 교리교육을 실시하였다.

### 교회 개혁과 신학

#### 그레고리오 성가
비오 10세는 교황으로 즉위한 지 3주 만에 자의교서 《목자의 역할을 다함에 있어서》(Tra le sollecitudini)를 발표하였다. 그동안 교회 음악계에서는 그레고리오 성가를 클래식한 바로크풍으로 구성하는 것을 오랫동안 선호해 왔는데, 이러한 유행을 반대한 비오 10세는 로렌초 페로시 몬시뇰을 위시한 초창기 교회 음악 양식으로의 복귀를 선언하였다. 1898년부터 페로시 몬시뇰은 시스티나 경당 성가대의 단장을 맡고 있었는데, 비오 10세는 그의 성가단장직을 종신직으로 만들어 주었다. 비오 10세는 새 성가 작업에 대한 권한을 돔 조셈 포티에 아빠스에게 위탁하였으며, 이는 곧 그레고리오 성가의 솔렘식 창법을 공식 채택하는 것으로 이어졌다.

#### 전례 개혁
비오 10세는 치세 전반에 걸쳐 성직자와 평신도의 종교적 삶을 쇄신시키기 위해 힘썼으며, 특히 성무일도서(성무일도서는 이미 교황 비오 5세가 상당 부분 개혁을 단행하였음)와 미사성제의 경우에서 더욱 그러하였다.
그레고리오 성가를 부각시킨 것 외에도 그는 성찬례의 대미를 장식하는 영성체에 대해 “하늘나라를 향한 가장 짧고 안전한 길”이라고 말하며 유달리 강조하였다. 비오 10세는 규칙적으로 성경을 읽고 영성체를 자주 할 것을 신자들에게 권장하였다. 여기에 더해서, 그는 영성체를 하기 위한 준비로서 죄를 씻고 몸가짐을 정갈하게 하라는 의미에서 고해성사를 자주 볼 것을 권장하였다. 성체에 대한 그의 존경심으로 인해 훗날 비오 10세는 사람들에게 ‘성체의 교황’이라는 명예로운 칭호로 불리게 되었다.
1910년 그는 교령 《그리스도의 사랑이 얼마나 특별한가》(Quam Singulari Christus Amore)를 반포하여 첫 영성체를 할 수 있는 나이를 12세 이상에서 7세 이상으로 하향 조정하였다. 비오 10세의 교령은 10세 혹은 12세까지로 첫영성체 나이를 늦추던 기존의 관행에서 일반적으로 이성을 사용할 수 있는 나이라고 보는 7세로 앞당긴 것이다. 당시 비오 10세는 교령에서 ‘그리스도의 신비를 제 능력대로 이해하고 그리스도의 몸과 피를 신앙과 신심으로 영할 수 있을 만큼 충분한 인식이 가능한’ 나이인 7세가 지나고도 한참 후까지 첫 영성체 시기를 미루는 것은 성체를 치유가 아니라 보상으로 여기는 그릇된 믿음에서 비롯했다고 지적했다. 비오 10세는 또 “존엄한 성체성사를 보호한다는 구실로 신자들에게 성체를 영하지 못하도록 하는 이런 관행은 많은 악의 원인이 됐다.”며 이런 관습이 “순진한 어린이들에게 그리스도를 모시지 못하게 만들었고 영적 양식을 박탈했다.”고 밝혔다.

#### 근대주의 단죄
비오 10세의 치세 전반에 걸쳐 가장 큰 걱정거리는 당시 가톨릭 신앙에 크나큰 위협을 끼쳤던 근대주의와 상대주의였다. 당시 근대주의와 상대주의의 바람은 교회 내에도 침투하여 칸트와 같은 근대 철학자들의 사상을 가톨릭 신학에 도입시키려는 신학적 경향이 나타났다. 철학과 신학은 물론 성경 주석에도 근대주의와 상대주의의 사상이 알게 모르게 침투해 있었고, 특히 미국에서 발행된 간행문에 그 흔적이 드러나고 있었다.
근대주의자들은 이 같은 변화에 대해 다음과 같이 주장하였다. 즉 교회의 신앙은 (교리의 발전과는 상반되게) 시간이 흐르면서 발전해왔으며, 따라서 시대가 변하면 그 시대에 맞게끔 교회도 변화되어야 한다는 것이었다. 반근대주의자들은 이러한 주장이 가톨릭교회의 교리와 전통에 어긋난다고 보았다. 왜냐하면 그러한 주장에 따르면 교회가 가르치는 모든 교리는 세월에 따라 바뀔 수 있다는 것인데, 그렇게 되면 그 교리의 본질마저 부정될 수 있기 때문이었다. 만약 그렇게 된다면 모든 그리스도인들의 신앙은 의심으로 가득차서 흔들릴 수 있다. 왜냐하면 시대의 변화에 따라 교회의 가르침이 확고부동한 것이 아니라 흔들리게 되기 때문이었다. 무엇보다 근대주의가 낳은 가장 위험스러운 결과물은 이신론과 불가지론 내지는 무신론이라는 위험한 길로 접어들게 된다는 것이었다.
1907년 7월 3일 교령 《비통한 결과에 대해서》(Lamentabili Sane Exitu)를 반포하면서 비오 10세는 65명의 근대주의자들 및 상대주의자들의 주장들을 직접 거론하면서 공식적으로 규탄하였다. 여기서 말한 근대주의자들 및 상대주의자들의 주장이란, 교회의 본질과 계시, 성경 주해, 성사, 그리스도의 신성과 관련된 것들이었다. 회칙 《주님의 양떼의 사목》(Pascendi Dominici Gregis)에서는 근대주의를 가리켜 ‘모든 이단의 총집합’이라고 규정지었다. 이에 따라 비오 10세는 《반근대주의 선언》(Sacrorum antistitum)을 작성하여 모든 성직자에게 근대주의를 명백하게 반대할 것을 서약시켰다.
또한 그는 성직자, 신학자, 정치가들을 감시하도록 도와준 경건한 형제회(Sodalitium Pianum)를 격려하였다. 경건한 형제회는 움베르노 베니니 몬시뇰이 조직한 반근대주의 성향의 비밀조직으로서 전통적인 신학적 견해를 갖고 있는 이들을 추천한다거나 그렇지 않고 근대주의 내지는 상대주의의 오류에 빠진 이들의 명단을 교황청에 보고했던 일종의 정보 제공 단체였다. 1913년에 이 단체에 대한 악명과 적대적인 분위기가 조성되었으며, 1914년 교황 베네딕토 15세가 즉위하고 나서야 경건한 형제회는 해체하게 된다.

#### 성 비오 10세의 교리문답

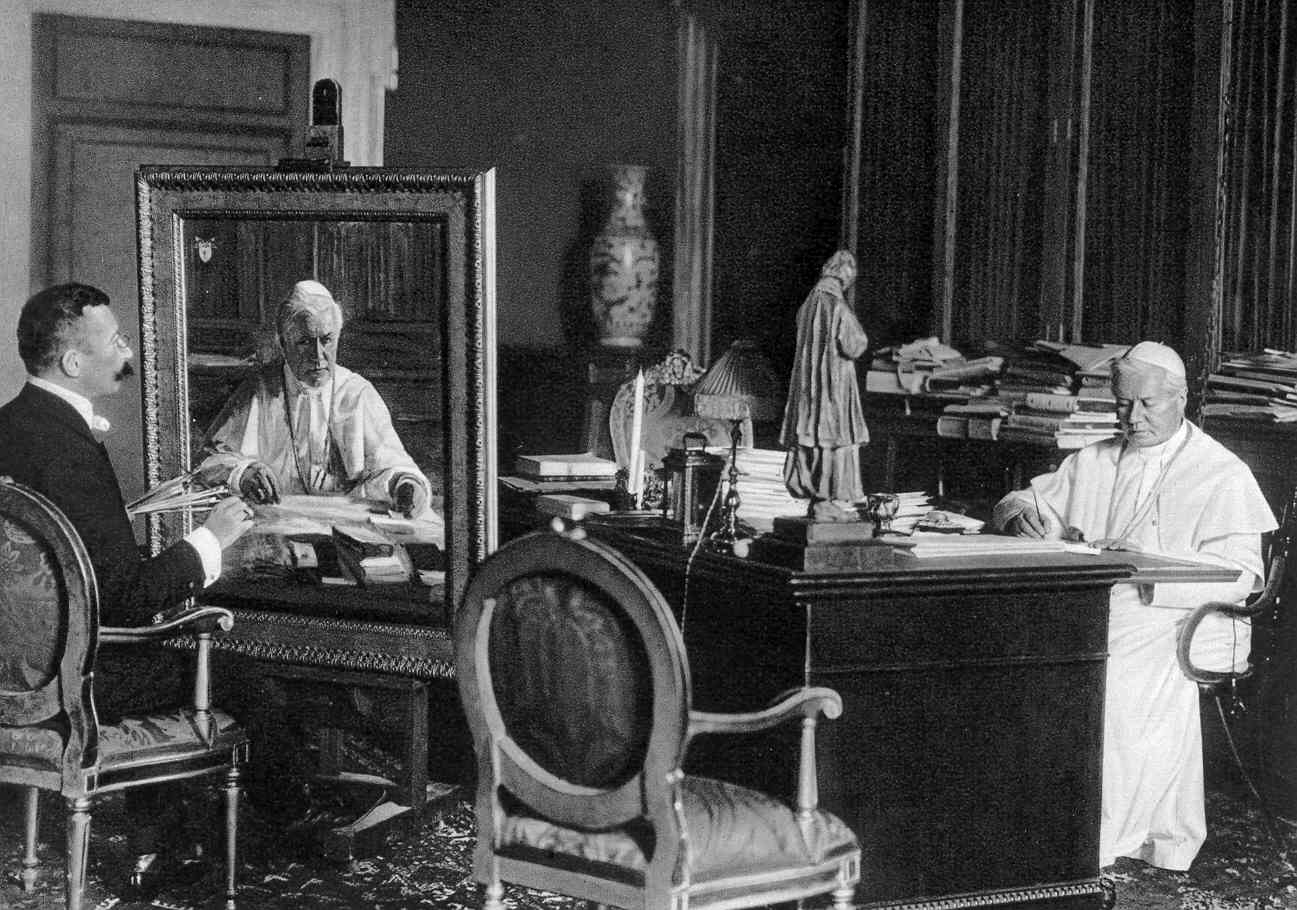
공부 중인 비오 10세

1905년 비오 10세는 회칙 《교리 교육에 관하여》(Acerbo Nimis)를 통하여 전 세계 각 교구에 (교리 문답 수준의) 가톨릭 교리 조직을 설립할 것을 지시하였다.
비오 10세는 만국 공통으로 똑같은 내용으로 교육할 수 있는 단순하면서도 분명하고 간결하며 대중적인 교리서로서 《성 비오 10세의 교리문답》을 완성하였다. 이 교리문답은 우선 로마 관구에서만 통용되다가 몇 년 후에는 이탈리아의 다른 관구에도 사용되기 시작했다. 하지만 《성 비오 10세의 교리문답》은 가톨릭교회 전체 통용으로 집필된 것은 아니었다. 비오 10세의 글은 설명은 지극히 단순했지만 깊은 내용이 담겨 있었다. 바로 이러한 이유 때문에 《성 비오 10세의 교리문답》은 장차 많은 지지를 받게 되었다.
1905년 4월 《성 비오 10세의 교리문답》은 회칙 《교리 교육에 관하여》에서 당시 최고의 종교 교과서로 격찬받았다.
성 비오 10세의 교리문답은 1908년 발간되었으며, 그 쪽수는 115페이지 정도였다.

#### 교회법 개정
가톨릭교회의 교회법은 어떤 명확한 기준점이나 종합적인 규정 없이 지역마다 각기 달랐다. 그리하여 비오 10세는 1904년 3월 19일 보편적인 교회법을 구상할 추기경 위원회를 출범시켰다. 이 위원회에는 비오 10세의 뒤를 이어 교황 자리에 오르게 되는 자코모 델라 키에사(교황 베네딕토 15세)와 에우제니오 파첼리(교황 비오 12세)도 속해 있었다. 역사상 최초의 보편 교회법은 1917년 5월 27일 교황 베네딕토 15세에 의해 제정되었으며, 1918년 5월 19일 법적 효력을 갖게 되었으며, 1983년 대림시기 전까지 법적 효력을 유지하였다.

#### 교회조직 개편
비오 10세는 교황령 《Sapienti Consilio》를 반포하여 로마 교황청 기구를 전면 재정비하였으며, 회칙 《Pieni L'Animo》를 반포하여 주교의 신학교에 대한 감독권 실행과 관련해서 새로운 규정을 첨부하였다. 그는 각 지역마다 신학교를 설립하도록 하였으며(몇몇 소규모의 신학교들은 폐교), 신학생들을 가르칠 새로운 교육계획을 발표하였다. 또한 성직자들이 정부기관에서 일하는 것을 금지시켰다.

### 정치

#### 프랑스
드레퓌스 사건이후 프랑스 제3공화국은 진보좌파와 공화주의자들이 집권하여 국정을 주도하였다. 드레퓌스 사건 때 가톨릭 교회가 진실을 외면하고 반드레퓌스파를 적극적으로 지원했기 때문에 반교권주의 투쟁이 다시 격렬하게 시작되었다. 에밀 루베 대통령하에 에밀 콩브(Émile Combes) 내각(1902~1905)은 다소 급진적인 정교분리(라이시테) 정책을 추진하였다. 교회와 국가의 분리에 관한법(1905년 12월 9일)을 통하여 "어떠한 종교도 국교로 인정하지 않고 어떠한 예배행위에도 봉급을 주거나 보조금을 지급하지 않는다"는 것을 분명히 했다. 아울러 나폴레옹 1세 시대에 체결한 1801년의 정교조약을 폐기하고, 교회 재산은 평신도 협회로 이전하였으며 군대를 동원하여 미인가 종교단체를 추방하고 3,000개의 가톨릭계 학교를 폐쇄하였다. 이런 조치에 대해 교황 비오 10세는 프랑스를 맹렬히 비난했고(1906. 2. 11.), 주교들의 조언에도 불구하고 어떤 협상도 불허했다(1906. 8. 10.). 이로 인하여 양국은 수년 동안 관계가 악화되었다.

#### 러시아와 폴란드
비오 10세 시대에 러시아에 살던 폴란드 가톨릭 신자들의 어려운 상황은 여전히 타개되지 않고 있었다. 비록 니콜라이 2세 황제가 1903년 1월 22일 가톨릭교회의 종교적 자유를 약속하는 칙령을 선포하고, 1905년에는 종교의 자유가 포함된 헌법을 선포하였지만, 러시아 정교회는 여전히 가톨릭교회를 적대시하며 계속해서 박해하였다. 교황의 교령은 러시아에서는 허용되지 않았으며, 바티칸과의 접촉은 위법이었다.

#### 이탈리아 왕국
비오 10세는 재위 초반기에는 이탈리아 왕국과의 모든 접촉을 끓고 바티칸에 계속 칩거한 채 ‘바티칸의 포로’ 상태를 고수하였지만, 사회주의가 발흥하기 시작하자 이탈리아 가톨릭교도들의 정치참여를 막은 금지령인 ‘합당하지 않음(Non Expedit)’을 사실상 중지하였다. 1905년 회칙 《확고한 목적》(Il Fermo Proposito)에서 그는 사회질서 유지에 도움이 된다면 사회주의자가 아닌 지방의원을 위해 투표에 참여해 표를 행사해도 좋다는 허락을 내렸다.

#### 한국
1911년 조선 대목구장이었던 귀스타브샤를마리 뮈텔 주교가 조선의 가톨릭 신자 수가 급격하게 증가하고 그에 따라 관할구역도 넓어지자 대목구를 분리해야 할 필요성을 느끼고 이를 교황청에 건의하였다. 비오 10세는 뮈텔 주교의 요청을 허락하여 조선 대목구를 서울 대목구와 대구 대목구로 분할하였다. 대구 대목구는 경상도와 전라도 지방을 포괄하였으며, 초대 대목구장으로 플로리안 드망즈 주교를 임명하였다.

## 선종

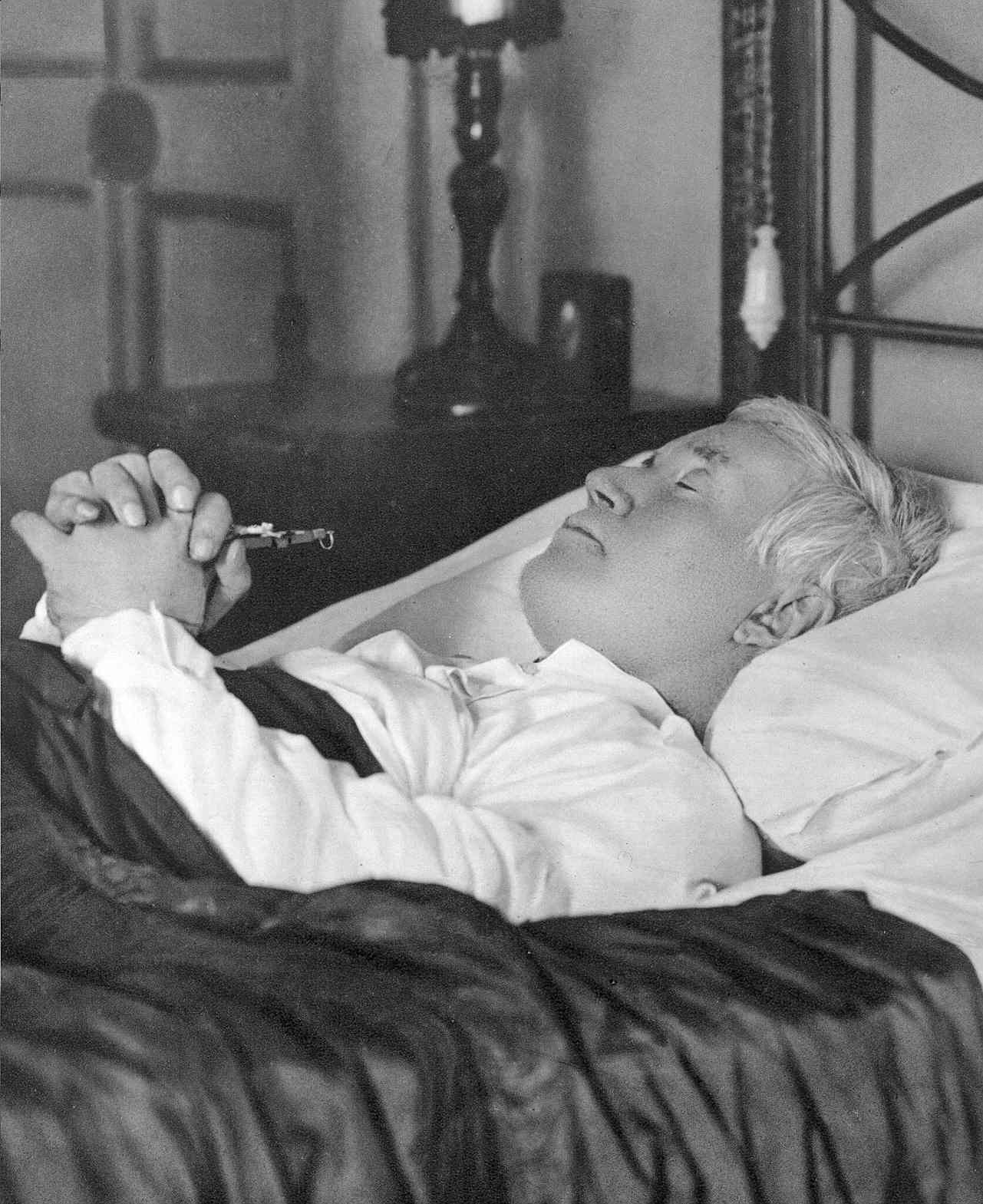
선종 이후 비오 10세의 모습

평소 애연가였던 비오 10세는 그 영향으로 1913년 심근경색이 발생하여 늘 건강상의 문제에 시달렸다. 1914년 8월 15일 성모 승천 대축일 날, 비오 10세는 급격히 몸이 쇠약해졌으며 이후 다시는 건강을 되찾지 못하였다. 그의 건강은 세계에 전운이 감돌기 시작하면서 더욱 악화되었다. 비오 10세는 어떻게든 전쟁을 막으려고 노력했지만, 결국 1914년 제1차 세계대전이 일어났다. 세계대전의 발발은 당시 79세였던 비오 10세를 공포와 우울증 상태에 빠트렸다. 1914년 8월 20일 비오 10세는 심근경색으로 선종하였다.
사후에 비오 10세의 유해는 성 베드로 대성전의 지하로 옮겨져 화려함이라고는 전혀 찾아볼 수 없는 소박한 무덤에 안장되었다. 교황의 주치의들은 유해의 영구보존을 위해 몸 안의 장기들을 모조리 제거하고 방부 처리를 하려고 하였다. 그러나 비오 10세가 생전에 이와 같은 교황의 시신 처리 방식을 원하지 않아 법적으로 금지한 이래, 비오 10세의 뜻을 받들어 그의 뒤를 이은 그 어떠한 교황도 과거의 교황 시신 처리 방식을 복원하지 않고 있다.

## 시성

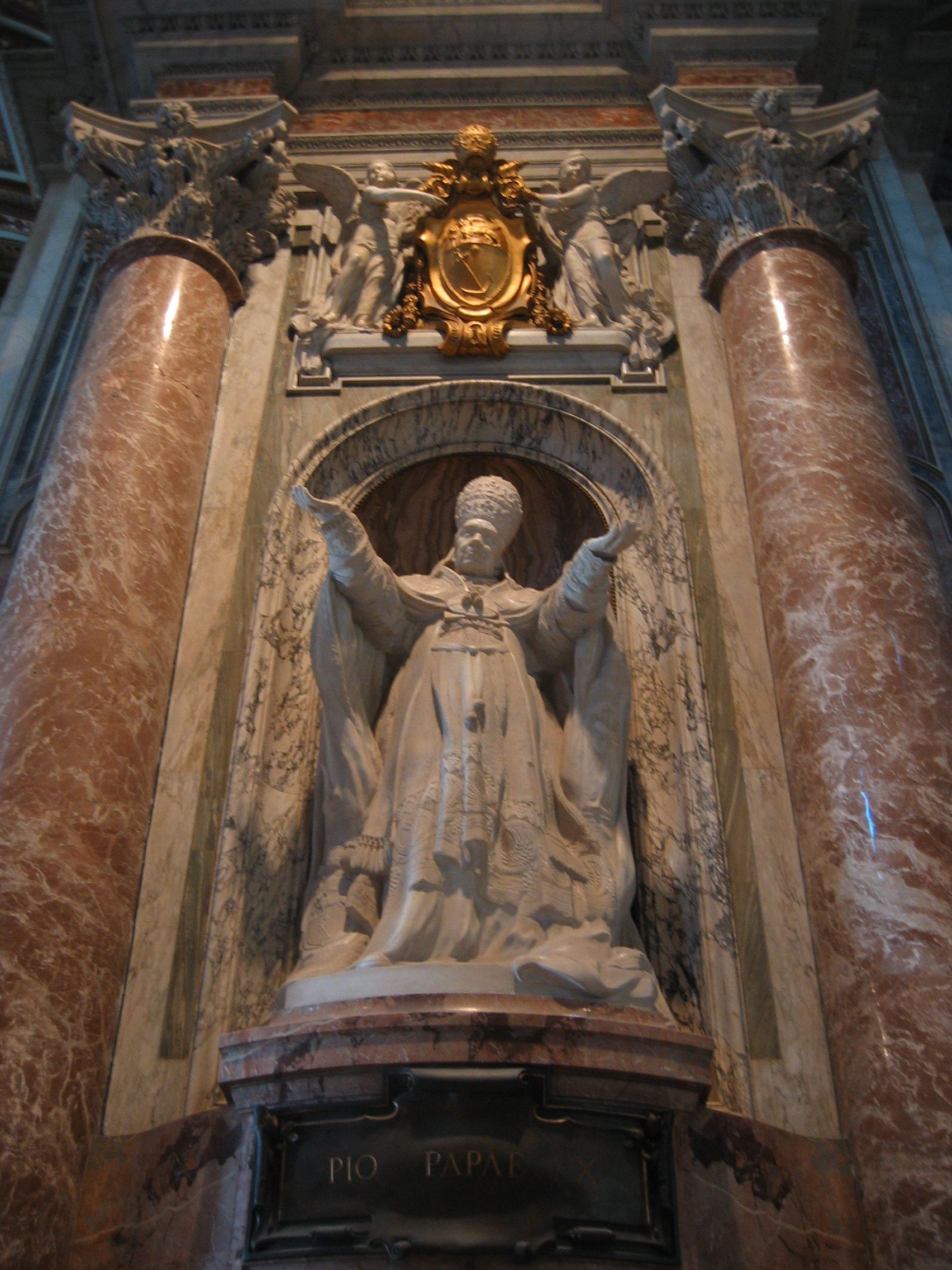
성 베드로 대성전의 성 비오 10세 교황 조각상

비오 10세는 1954년이 돼서야 공식적으로 성인으로 선포되었지만, 이미 선종한 직후부터 그는 사람들에게 성인으로 취급받고 있었다. 1916년 9월 24일 몬시뇰 레오는 니코테라와 트로페아의 주교에게 보낸 서신에서 비오 10세를 일컬어 ‘위대한 성인이자 위대한 교황’이라고 칭송하였다. 비오 10세의 무덤을 참배하기 위해 하루에도 수많은 순례자가 성 베드로 대성전의 지하 묘소를 방문하였는데, 수용인원이 초과되자 바티칸 당국은 비오 10세의 무덤 바로 위층의 대성전 바닥에 교황 비오 10세의 이름(Pius Papa X)을 새긴 조그마한 철제 십자가를 박아 넣고 순례자들이 그곳에서 무릎을 꿇고 기도하거나 경의를 표할 수 있도록 조처하였다. 1930년까지 비오 10세의 무덤 근처에서 여러 차례 미사가 봉헌되었다.
비오 10세에 대한 사람들의 신심은 제1차 세계대전과 제2차 세계대전 사이에 최고조에 달하였다. 1923년 2월 14일 비오 10세의 교황 즉위 20주년 기념하여 그의 시성을 위한 시성위원회가 공식적으로 출범하였다. 먼저 성 베드로 대성전에 그의 기념비를 세우는 작업이 이루어졌다. 1939년 8월 19일 교황 비오 12세(1939-1958)는 카스텔간돌포에서 전임 교황 비오 10세에게 헌사를 바쳤다. 1943년 1월 12일 비오 10세의 시성 조사 과정에서 ‘영웅적인 덕행’을 실천한 것이 인정되었으며, 그리하여 하느님의 종으로 선포되었다.

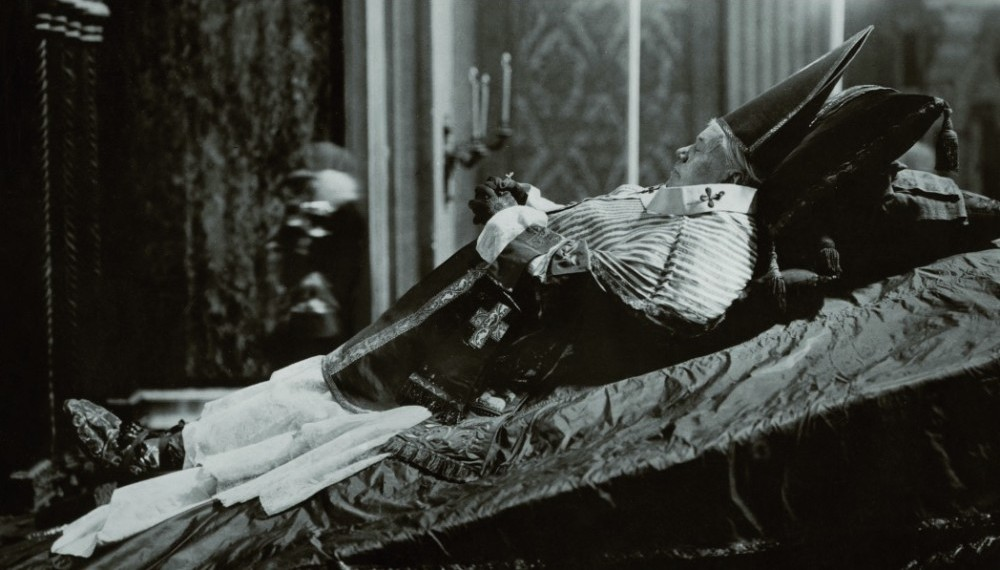
1914년 8월 21-22일 성 베드로 대성전에 안치된 비오 10세의 시신

1944년 5월 19일 교회법에 의거한 시성 조사를 받기 위해 비오 10세의 유해가 담긴 관이 지하 묘소에서 다시 꺼내져 성 베드로 대성전의 십자가형 경당으로 옮겨졌다. 검시관들이 관을 열어보니 이미 죽은 지 30년이나 지났고 고인의 유언에 따라 방부처리를 하지 않았음에도, 비오 10세의 시신은 상당히 잘 보존되어 있는 상태였다. 제롬 다이갈에 따르면, 비오 10세의 유해는 모두 온전한 상태로 보존되어 있었다고 한다. 비오 10세의 생애에 대한 조사를 마친 후, 비오 12세는 비오 10세를 가경자로 선포하였다. 비오 10세의 유해는 무덤에 다시 안장하기 전에 45일간 일반 대중에 공개되었다. 이 시기에 로마는 연합국에 의해 자유를 되찾았다.
그리고 곧 시복을 위해 교황청 시성성이 비오 10세의 전구로 이루어진 기적에 대한 조사가 실시되었다. 시성성은 두 가지 기적 사례에 대해 공식적으로 인가를 하였다. 첫 번째 사례로는 골암을 앓던 마리 프랑수아 데페라스라는 이름의 수녀가 9일 기도를 바치던 중 1928년 12월 7일 기적적으로 치유가 된 사례이다. 당시 마리 프랑수아 데페라스 수녀는 비오 10세의 유품을 가슴에 대고 기도를 바치고 있었다. 두 번째 사례로는 암에 걸린 베네데타 데 마리아 수녀의 치유 사례이다. 그녀는 1938년부터 비오 10세의 유품을 지니고 9일 기도를 바쳤으며 기적적으로 암이 치유되었다.
1951년 2월 11일 교황 비오 12세는 위의 두 사례를 비오 10세의 전구를 통해 이루어진 기적으로 공식 인준하였다. 그리고 그해 3월 4일 비오 12세는 비오 10세를 복자로 선포하겠다고 공식적으로 선언하였다. 1951년 6월 3일 바티칸 성 베드로 광장에서 비오 10세의 시복식이 거행되었다. 당시 그 자리에는 23명의 추기경과 수백 명의 주교 및 대주교, 100,000명의 신자들이 참석하였다. 시복식을 주재한 비오 12세는 강론에서 비오 10세를 ‘성체성사의 교황’이라고 언급하면서 어린이 신자들을 위한 예식의 확장을 비오 10세의 공로로 돌렸다.

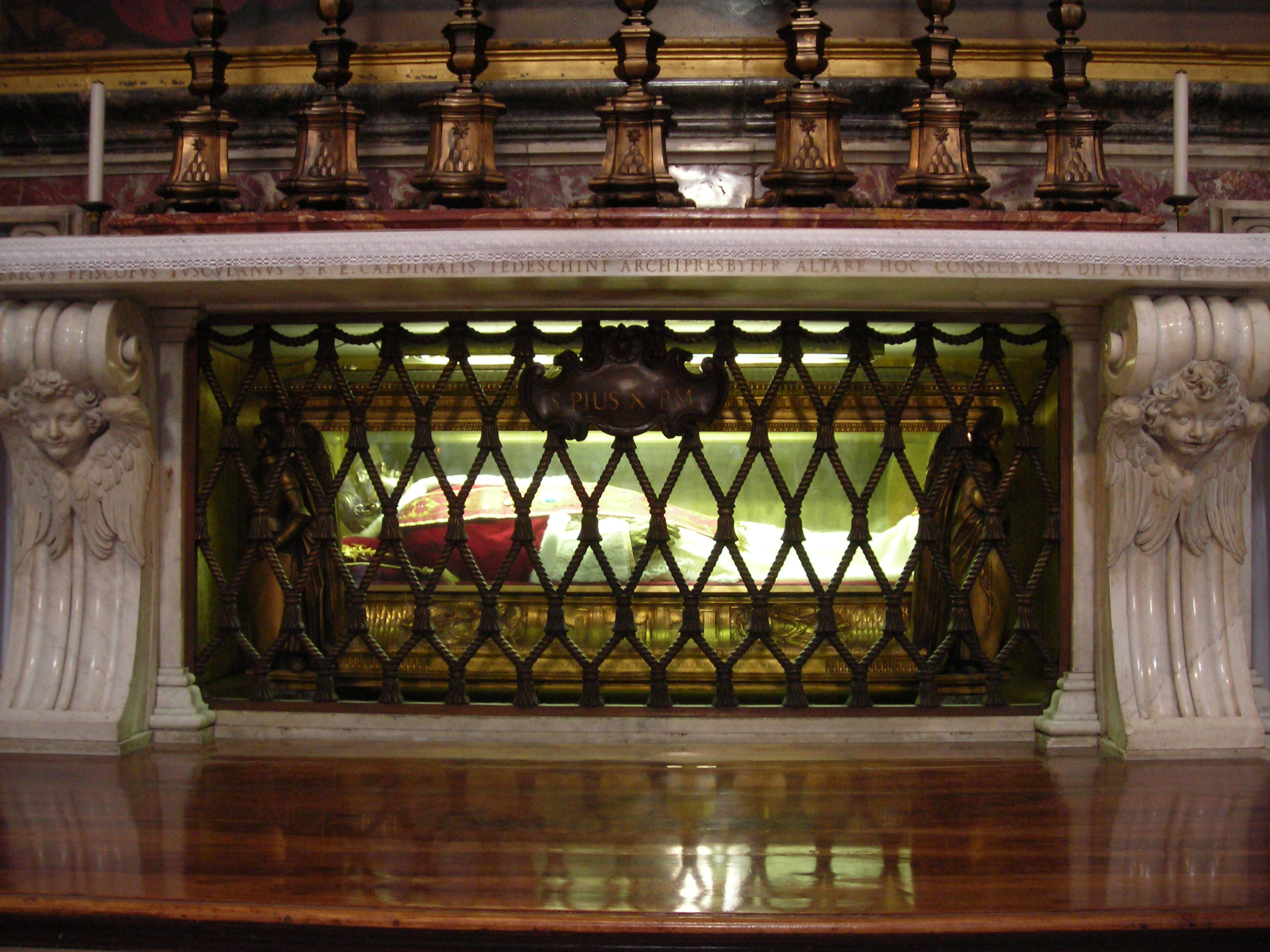
성 비오 10세의 시신이 안치된 제대

시복식 후 1952년 1월 17일 비오 10세의 유해는 관에서 꺼내어져 성 베드로 대성전 안에 비오 10세에게 봉헌한 제대에 안치되었다. 교황의 유해는 유리와 청동으로 이루어진 관 안에 안치하여 신심 깊은 신자들이 그의 모습을 볼 수 있도록 하였다.
1954년 5월 29일 비오 10세가 시복된 지 3년이 지난 후, 시성성에서 비오 10세의 전구로 이루어진 기적의 두 사례를 추가적으로 승인하자 비오 12세는 비오 10세를 시성하기로 하였다. 첫 번째 기적은 치명적인 폐농양에 걸렸던 이탈리아 나폴리의 변호사 프란체스코 벨사미의 치유 사례로, 교황 비오 10세의 사진을 그의 가슴에 얹자 병이 기적적으로 낫게 되었다. 두 번째 기적은 어떤 치명적인 향신경성 바이러스에 감염된 마리아 루도비카 스코르치아라는 수녀의 치유 사례로, 그녀는 비오 10세에게 전구를 청하며 9일 기도를 바친 후에 완전히 치유되었다.
1954년 5월 29일 비오 12세가 주재하는 비오 10세의 시성식에 참여하고자 전 세계에서 800,000명의 신자들이 성 베드로 대성전을 찾아왔다. 이로써 비오 10세는 1712년 비오 5세가 시성된 이래 처음으로 시성된 교황이 되었다. 가톨릭교회의 전례력에서 교황 비오 10세를 기념하는 축일 날짜는 8월 21일로 지정되어 있으며, 전통 전례력에서는 9월 3일에 교황 비오 10세를 기념한다.

## 같이 보기
- 교황 목록